# 그대와 약속했던 아름다운 그곳까지
〈그대와 약속했던 아름다운 그곳까지〉(일본어: 君と約束した優しいあの場所まで 키미토야쿠소쿠시타야사시이아노바쇼마데[*])는 사에구사 유카 인 데시벨의 여섯 번째 싱글이다. 〈그대와 약속했던 아름다운 그곳까지〉는 〈꿈을 향해〉라는 제목으로 쥬얼리가 커버했다.

## 수록곡
| #  | 제목                                                                 | 작사          | 작곡            | 편곡 | 재생 시간 |
| -- | -------------------------------------------------------------------- | ------------- | --------------- | ---- | --------- |
| 1. | 〈君と約束した優しいあの場所まで 그대와 약속했던 아름다운 그곳까지〉 | 사에구사 유카 | 오자와 마사즈미 |      |           |
| 2. | 〈I shall be released〉                                              | 사에구사 유카 | 오노 아이카     |      |           |
| 3. | 〈Destiny wind blows〉                                               | 사에구사 유카 | 미요시 마코토   |      |           |
| 4. | 〈Tears Go By〉 (DJ ME-YA remix)                                     | 사에구사 유카 | 오노 아이카     |      |           |
| 5. | 〈I can't see, I can't feel〉 (Lee's Feel Mix)                       | 사에구사 유카 | 오자와 마사즈미 |      |           |
| 6. | 〈君と約束した優しいあの場所まで〉 (Instrumental)                    |               |                 |      |           |

## 타이업
君と約束した優しいあの場所まで
- 닛폰 TV 요미우리 TV계 애니메이션 《명탐정 코난》 열세 번째 여는 곡

## 같이 보기
- 산인 본선 유라역: 이 노래의 PV에 등장하는 역.

| TV 애니메이션 《명탐정 코난》 여는 곡 2003년 8월 25일 (333회) ~ 2004년 3월 15일 (355회) |                                                               |                                  |
| 이전 곡: 쿠라키 마이 〈바람의 라라라〉                                                  | 사에구사 유카 인 데시벨 〈그대와 약속했던 아름다운 그곳까지〉 | 다음 곡: 아이우치 리나 〈START〉 |